# Tarek Helmy

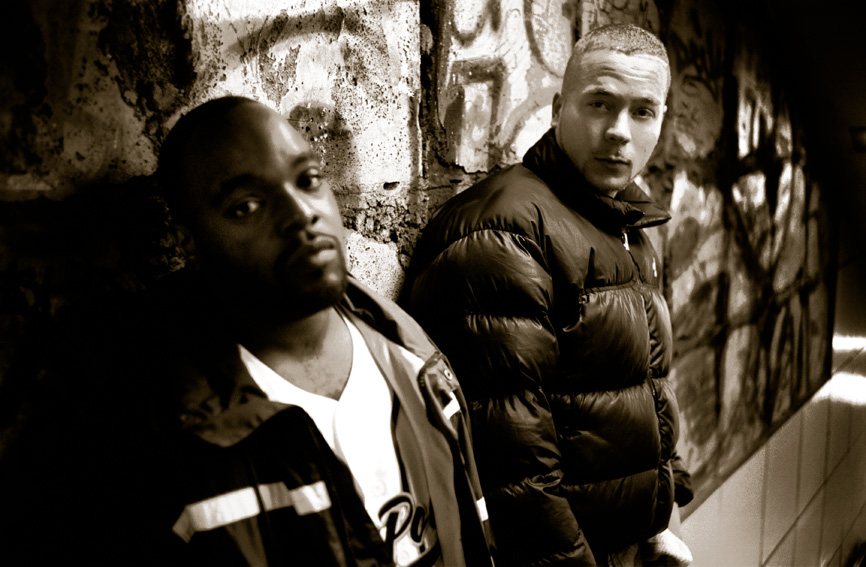
Tarek Helmy (rechts) mit Kinzmania in Berlin, 1998

Tarek Helmy (* 19. Januar 1975 in Berlin) ist ein deutscher Synchronsprecher und Schauspieler.

## Leben und Werk
Helmy ist der Sohn eines Ägypters und einer Deutschen. Er ist verheiratet, hat zwei Töchter und lebt in Berlin.
Im Jahr 1982 wurde Helmy von einem Casting-Scout vor der Schule in Berlin-Charlottenburg entdeckt und spielte zwischen 1983 und 1986 den jüngsten Sohn der Schumanns in der ZDF-Serie Ich heirate eine Familie. Auch seine Schwester Ranja war hier zu sehen, allerdings nur in einem Kurzauftritt. Es folgten weitere Serienrollen in  Ein Heim für Tiere (1985) und Wie gut, daß es Maria gibt (1990).
1986 wirkte er als Florian in der neunteiligen Hörspielserie Die Klexe mit. Später arbeitete Helmy als Synchronsprecher und parallel als Musiker. Als Rapper trat er unter anderem unter dem Künstlernamen MC Potna Pot in der Hip-Hop-Band Kinzmania auf. Seit einigen Jahren hat sich Helmy immer mehr von der Bühne zurückgezogen und arbeitet als Musikproduzent.
Helmys Schwester Ranja Bonalana und seine Nichte Valentina Bonalana sind ebenfalls als Synchronsprecher tätig.
Am 25. Juli 2025 veröffentlichte Helmy zusammen mit den Harleckinz und DJ Danetic als Hip-Hop-Band Zeitgeist22 die Single Go Berlin.

## Hörspiele
- 1985: Kater Konstantin (1. Teil) von Walter Wippersberg, Sender Freies Berlin (SFB)[4]
- 1985: Viel lieber würde ich mit dir spielen von Ulli Herzog, SFB[5]
- 1986: Die Klexe von Jo Althöfer und Nelly Sand, Ariola[6]
- 1986: Oma und ich (Teil 1 und 2) von Uli Herzog, SFB[7]
- 1987: Nickel und Herr Siemon hinter der Wand (35. Folge: Zensuren) von Uli Herzog, SFB[8]

## Synchronsprecher
Helmy sprach beispielsweise Wil Wheaton in Stand by Me – Das Geheimnis eines Sommers oder Jeff Cohen in Die Goonies. In der Sitcom Eine starke Familie sprach er John Thomas Lambert (J.T.), gespielt von Brandon Call, als Nachfolger von Boris Kretschmer und Mario Kretschmer.